# Myrcia poeppigiana
Myrcia poeppigiana är en myrtenväxtart som beskrevs av Otto Karl Berg. Myrcia poeppigiana ingår i släktet Myrcia och familjen myrtenväxter. Inga underarter finns listade i Catalogue of Life.